# Supercopa andorrana 2009
La Supercopa andorrana 2009 è stata la settima edizione della supercopa andorrana di calcio.
Come nella stagione precedente la partita fu disputata dal UE Sant Julià, vincitore del campionato, e dal FC Santa Coloma, vincitore della coppa.
L'incontro si giocò il 13 settembre 2009 allo Estadi Comunal d'Aixovall e vinse il UE Sant Julià, al suo secondo titolo.

## Tabellino
| Aixovall 13 settembre 2009                                                    | UE Sant Julià | 2 – 1              | FC Santa Coloma | Estadi Comunal d'Aixovall |
| \| \| \| \| \| Gabi Riera 32’ Xinos 60’ \| Marcatori \| 16’ Manolo Jimenez \| |               |                    |                 |                           |
|                                                                               |               |                    |                 |                           |
| Gabi Riera 32’ Xinos 60’                                                      | Marcatori     | 16’ Manolo Jimenez |                 |                           |